# Robert S. Pirie
Robert S. Pirie (* 8. Mai 1934 in Chicago; † 15. Januar 2015 in Manhattan)  war ein US-amerikanischer Jurist, Bankmanager und Büchersammler.

## Leben
Robert Pirie stammte aus einer wirtschaftlich erfolgreichen Familie, die in Chicago Kaufhäuser betrieb. Ein Onkel war der demokratische Präsidentschaftskandidat Adlai Ewing Stevenson.
Pirie besuchte die Buckley School in New York City, die Hotchkiss School in Connecticut und studierte Rechtswissenschaft in Cambridge am Harvard College und an der Harvard Law School. Er begann seine Anwaltstätigkeit in Boston  bei Skadden und spezialisierte sich in dem seinerzeit noch unentwickelten Geschäftsfeld  Mergers & Acquisitions. Ab 1982 beriet er bei N M Rothschild & Sons, in deren Vorstand er aufrückte,  Kunden wie James Hanson, Conrad Black und Rupert Murdoch bei Unternehmensakquisitionen. Robert Maxwell unterstützte er bei der Übernahme der Verlagsgruppe Macmillan. Er war Direktor bei Bear Stearns & Co. und saß im Vorstand von SG Cowen Securities Corporation.
Pirie war in den Wahlkampfteams der demokratischen Präsidentschaftsbewerber Eugene McCarthy und Harold Hughes aktiv und geriet wie diese auf die schwarze Liste des Republikaners Richard Nixon, der seine politischen Gegner auch mit verbrecherischen Mitteln bekämpfte. Pirie bezeichnete dies spöttisch als den höchsten Rang, den er in seiner politischen Karriere erreichte.
Pirie erbte in seiner Familie gesammelte Antiquitäten und spezialisierte sich auf antiquarische englische Bücher aus dem 16. und 17. Jahrhundert, so Francis Bacon, Thomas Hobbes, John Locke und John Dryden, die er Wissenschaftlern zugänglich machte und die er im Grolier Club präsentierte. Für John Donne hatte er ein besonderes Faible. In den 1970er Jahren wurde er in den britischen Roxburghe Club von Bibliophilen aufgenommen. Seine Einstandspublikation dort war eine bibliophile Neuausgabe der in seinem Besitz befindlichen Fragmenta regalia von Robert Naunton. 1985 wurde er zum Mitglied der American Academy of Arts and Sciences ernannt.

## Schriften (Auswahl)
- Roy E. Schreiber, Robert S Pirie (Hrsg.): Robert Naunton: Fragmenta regalia : observations on the late Queene Elizabeth, hir times and fauorites. Roxburghe Club. 2002
- John Donne, 1572–1631; a catalogue of the anniversary exhibition of first and early editions of his works held at the Grolier Club, February 15 to April 12, 1972. New York, Grolier Club 1972